# Mark McHugh
Pour les articles homonymes, voir McHugh.
Pas d'image ? Cliquez ici

a Compétitions nationales et continentales officielles uniquement.

b Matchs officiels uniquement.
Dernière mise à jour le 30 octobre 2021.
Mark McHugh, né le 9 août 1978 à Dún Laoghaire (Irlande), est un joueur international irlandais de rugby à XV jouant aux postes de demi d'ouverture ou d'arrière.

## Statistiques en équipe nationale
- 1 sélection en équipe nationale d'Irlande en 2003 (1 essai).